# Patrick Bosch
Patrick Bosch (Rossum, 30 oktober 1964 – Denekamp, 11 mei 2012) was een Nederlands voetballer die tussen 1985 en 1993 uitkwam voor FC Twente en Emmen.
Bosch maakte als jeugdspeler de overstap van amateurvereniging RSC uit Rossum naar de jeugd van FC Twente. Op 24 maart 1985 maakte hij zijn Eredivisiedebuut in een uitwedstrijd van FC Twente tegen FC Utrecht. Vanaf zijn tweede seizoen had hij een basisplaats, meestal rechts op het middenveld of rechts in de verdediging. Op 15 november 1986 maakte hij zijn enige officiële doelpunt voor FC Twente, in een met 7-1 gewonnen bekerwedstrijd tegen SVV. In vijf seizoenen kwam hij uit in 127 officiële wedstrijden voor Twente.
Mede door de opkomst van jongere spelers als Andy Scharmin en Wilfried Elzinga was Bosch in seizoen 1988/89 regelmatig bankzitter. In de zomer van 1989 vertrok hij naar Emmen. Voor deze ploeg kwam hij nog vier seizoenen uit in de Eerste divisie. In 1993 beëindigde Bosch zijn loopbaan als profvoetballer en sloot hij zich aan bij RKVV STEVO. Onder leiding van trainer Epi Drost en met onder andere ex-Twentespeler Evert Bleuming werd Bosch met STEVO in seizoen 1993/94 kampioen van de zondag Hoofdklasse C en vervolgens kampioen van de zondagamateurs. De strijd om het landelijk kampioenschap ging verloren tegen Katwijk.
In de nacht van 10 op 11 mei 2012 overleed Bosch aan de gevolgen van een eenzijdig auto-ongeval.